# Brothers (film)
Brothers (ang. Brothers, hindi. ब्रदर्स) – indyjski film z 2015 roku w reżyserii Karan Malhotra. Jest to remake filmu Wojownik z 2011 roku.

## Fabuła
Dwóch braci skłóconych od młodzieńczych lat o śmierć matki bierze udział w turnieju MMA.

## Obsada
- Akshay Kumar jako David Fernandes[4]
- Sidharth Malhotra jako Monty Fernandes[5][6]
- Jacqueline Fernandez jako Jenny Fernandes
- Jackie Shroff jako Garson "Gary" Fernandes[7][8][9]
- Shefali Shah jako Maria Fernandes
- Meghan Jadhav jako David Fernandes (nastolatek)
- Ashutosh Rana jako Suleiman Pasha
- Kiran Kumar jako Peter Briganza (Były mistrz sztuki walki mieszanej, a teraz prezes)
- Kulbhushan Kharbanda jako Główny Shobhit Desai
- Kareena Kapoor jako tancerka w piosence "Mera Naam Mary Hai"

## Piosenki
Piosenki do filmu, skomponowane przez Ajay-Atul:
1. "Brothers Anthem" – Vishal Dadlani
2. "Gaaye Jaa (Female Version)" – Shreya Ghoshal
3. "Sapna Jahan" – Sonu Nigam, Neeti Mohan
4. "Mera Naam Mary" – Chinmayi Sripada
5. "Gaaye Jaa (Male Version)" – Mohammed Irfan